# Berbérust-Lias
Berbérust-Lias là một xã thuộc tỉnh Hautes-Pyrénées trong vùng Occitanie tây nam nước Pháp. Khu vực này có độ cao trung bình 733 mét trên mực nước biển.